# Отдел специальной готовности
Отдел специальной готовности Полиции Литвы (лит. Lietuvos policijos specialiosios parengties skyrius, SPS) — местные специальные подразделения Полиции Литвы, находящиеся в составе управлений общественной безопасности (общественной полиции) уездных комиссариатов полиции, выполняющие специальные патрульные задачи и имеющие специальное вооружение и тактику, отличающуюся от базовой полицейской.

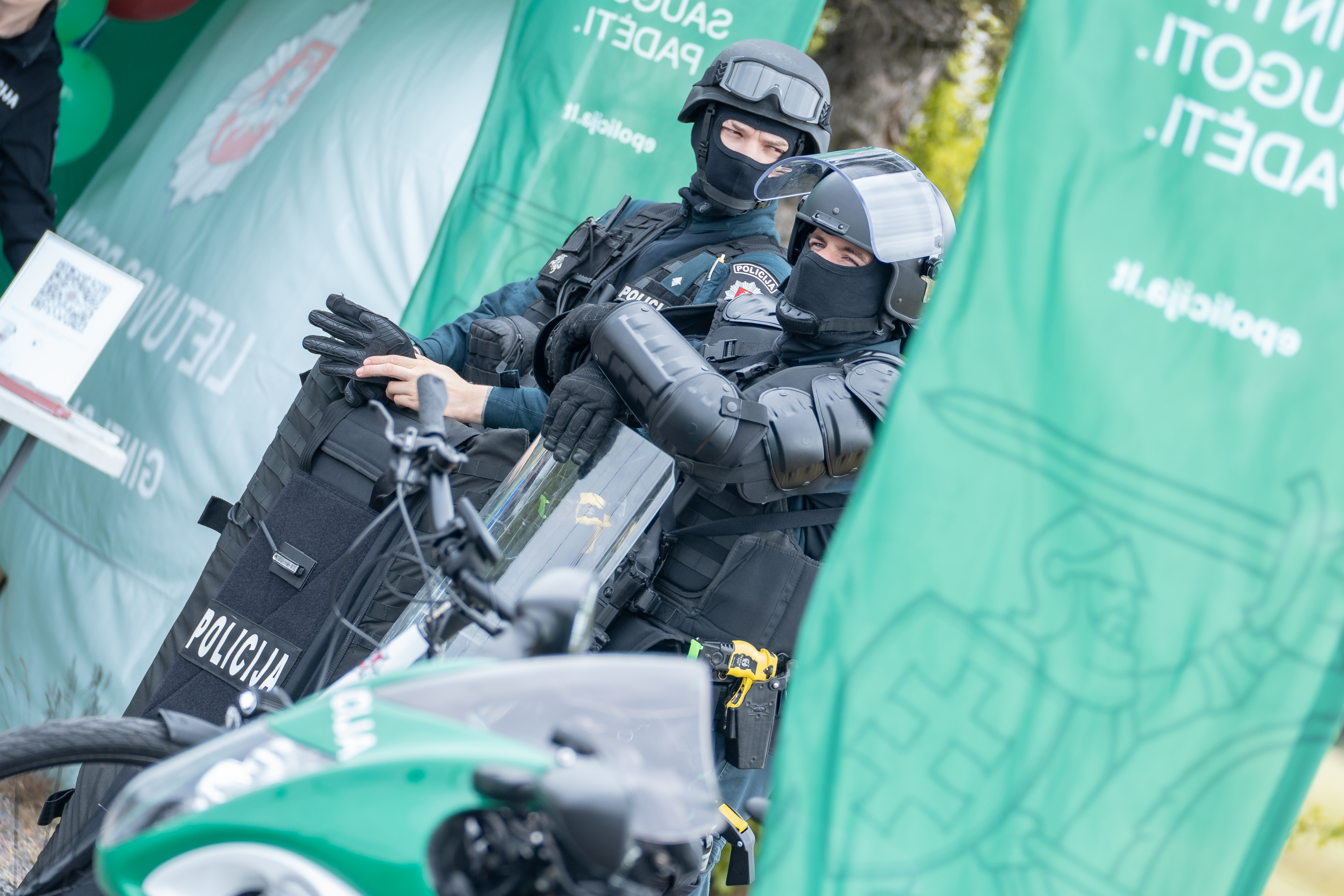
Офицеры Клайпедского SPS.

## Назначение
Обеспечение правопорядка и безопасности на общественных мероприятиях, контроль беспорядков, реагирование на особо опасные вызовы офицеров полиции. Для обеспечения оперативной и эффективной работы подразделений они вооружены специальным оружием, техникой и проходят отдельное обучение являясь аналогом американского SWAT и российского ОМОН, однако подразделения SPS в своей подготовке и снаряжении значительно уступают Отряду антитеррористических операций полиции Aras.

## История
Сформированы в 2022 году в результате реформ мобильных рот полиции.

## Снаряжение
Отличительной чертой сотрудников SPS полиции являются зелёные береты с кокардой полиции.
В отличие от обычных патрульных офицеров, служащие SPS носят при себе автоматическое оружие и помповые ружья.

##### Стрелковое оружие
- Пистолеты-пулемёты B&T APC
- HK MP5
- Пистолеты семейства Glock.
- Benelli M4

##### Автомобильная техника
- Toyota Land Cruiser (маркированные и не маркированные)
- Volkswagen Crafter
- Volkswagen Transporter
- Различные гражданские автомобили для оперативной работы[4][5].

## Галерея

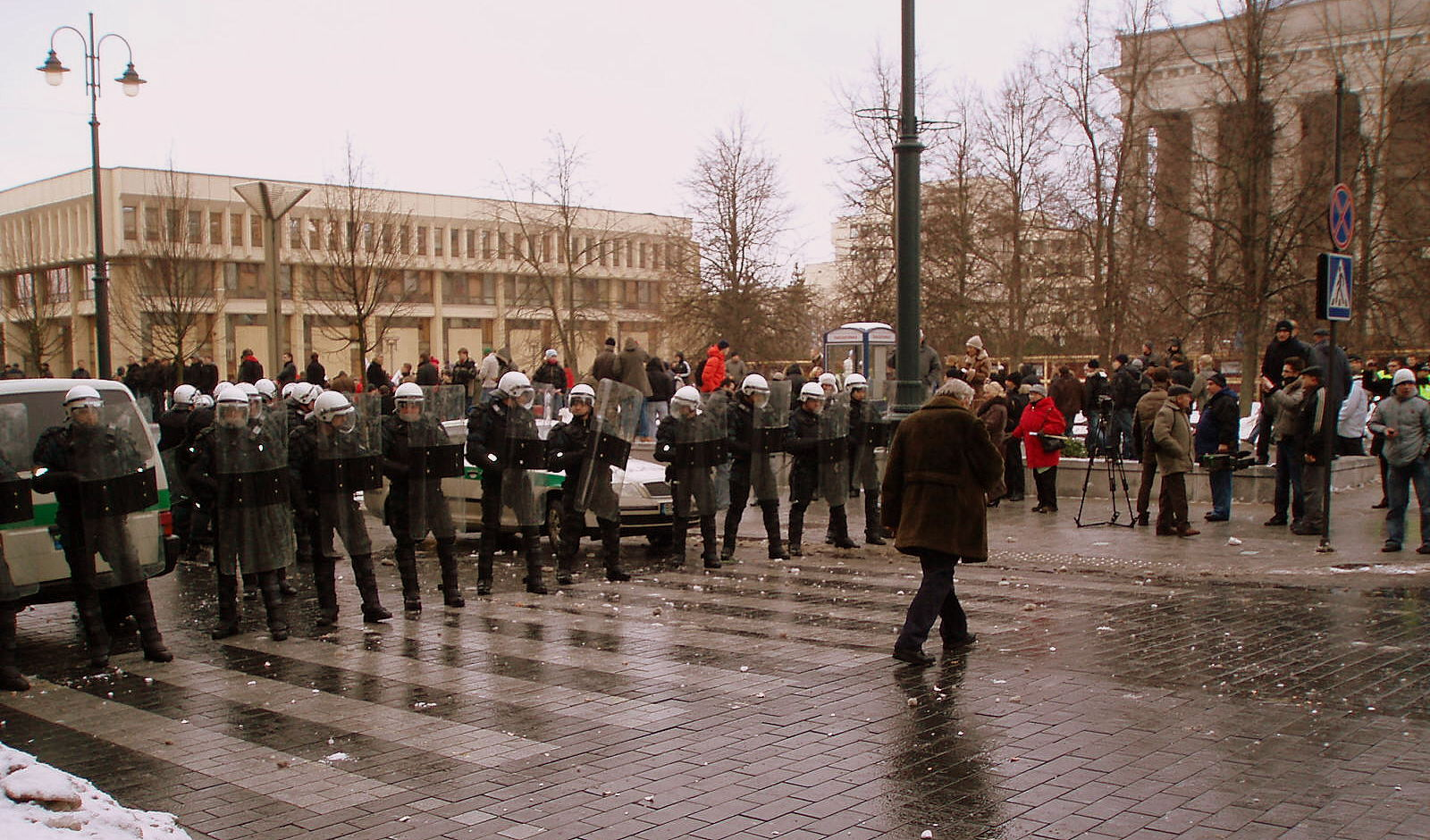
Мобильная рота полиции Вильнюса во время массовых беспорядков в Вильнюсе (2009)
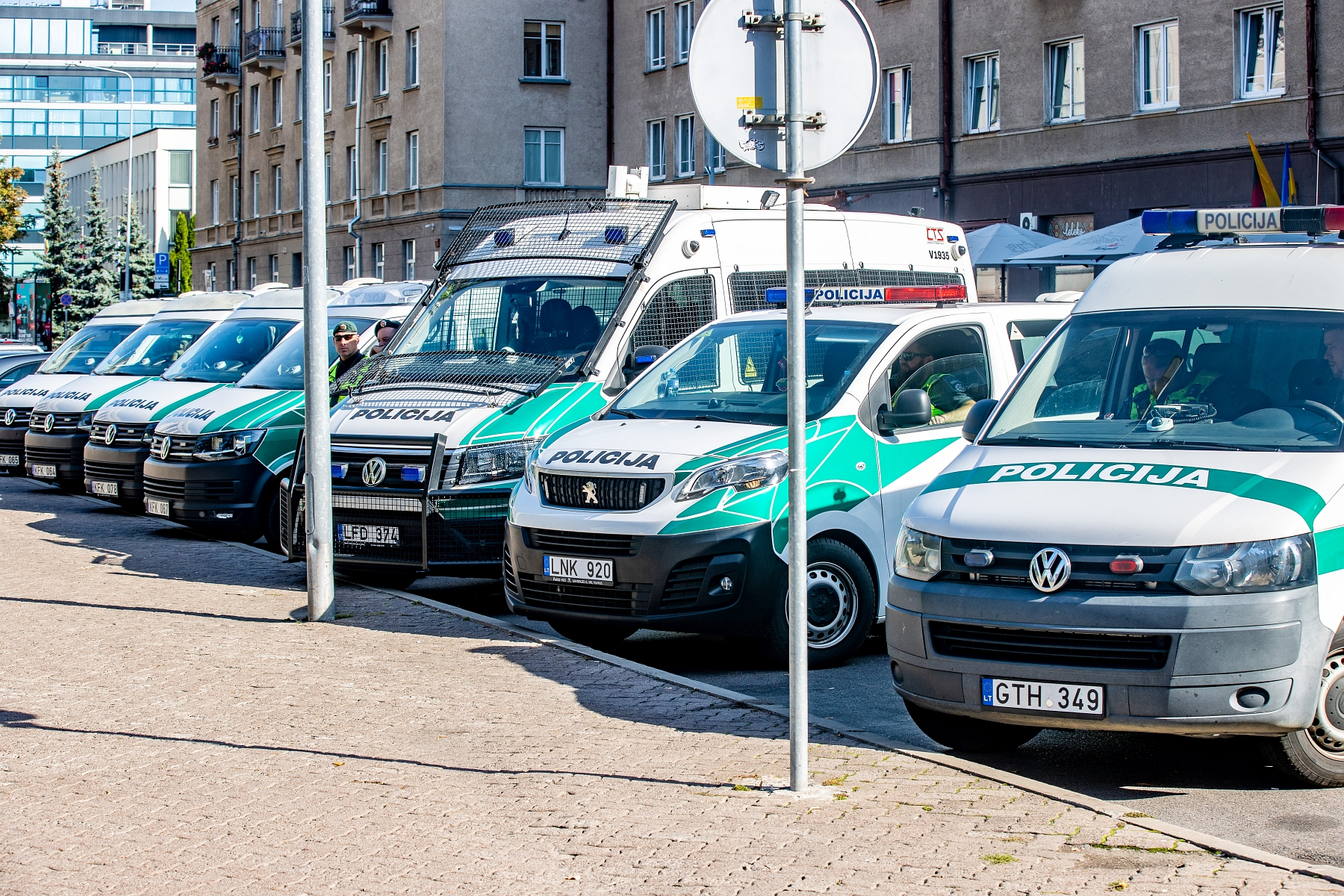
Сотрудники подразделения возле грузовика модифицированного для контроля беспорядков.
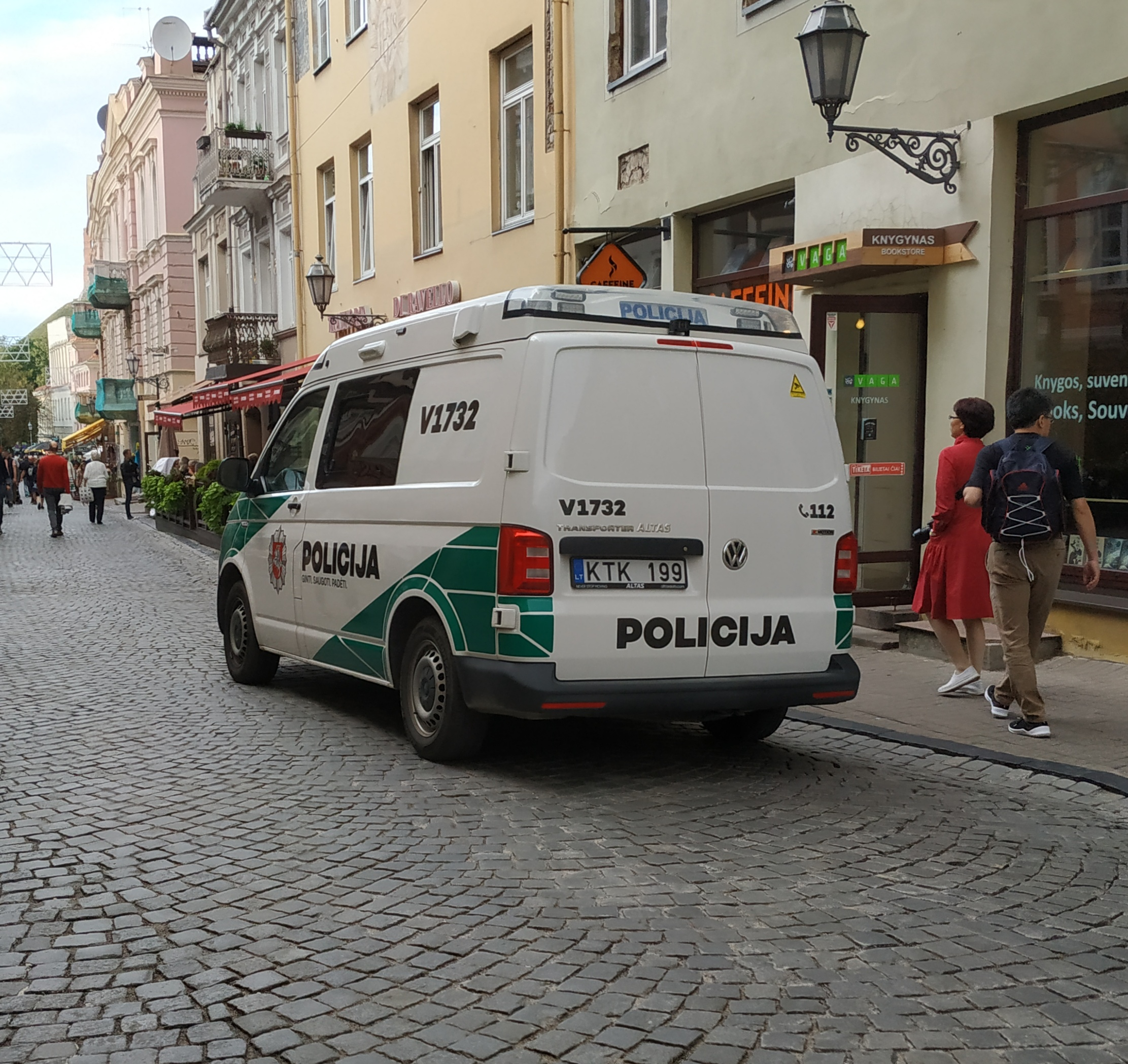
Микроавтобус Вильнюсского SPS